# George, Duce de Kent
Prințul George, Duce de Kent (George Edward Alexander Edmund; 20 decembrie 1902 – 25 august 1942) a fost membru al familiei regale, al patrulea fiu al regelui George al V-lea al Regatului Unit și Mary de Teck. A deținut titlul de Duce de Kent din 1934 până la moartea sa, în 1942.

## Educație și carieră
Prințul George s-a născut la 20 decembrie 1902 la York Cottage din Norfolk, Anglia. Tatăl său era George, Prinț de Wales, fiul cel mare al regelui Eduard al VII-lea al Regatului Unit și al reginei Alexandra a Danemarcei. Mama sa era Mary de Teck, fiica cea mare a Prințului Francis, Duce de Teck. În momentul nașterii sale, era al cincilea în linia de succesiune la tronul britanic. Ca nepot al unui monarh britanic, era denumit Alteța Sa Regală Prințul George de Wales.
Prințul George a primit o educație timpurie de la un tutore, apoi a urmat Școala preparatorie din Broadstairs, Kent. La vârsta de 13 ani, ca și fratele său Prințul Eduard (mai târziu regele Eduard al VIII-lea) și Prințul Albert (mai târziu regele George al VI-lea), a mers la colegiul naval. A rămas în Marina Regală Britanică până în 1929 servind pe HMS Iron Duke și mai târziu  pe HMS Nelson.
În 1939, a fost ales Mare Maestru al Marii Loje Unite a Angliei, funcție pe care a deținut-o până la moartea sa.

## Căsătoria
La 12 octombrie 1934, în perspectiva căsătoriei cu verișoara sa de gradul doi, Prințesa Marina a Greciei și Danemarcei, a fost numit Duce de Kent, Conte de St Andrews și Baron Downpatrick. Cuplul s-a căsătorit la 29 noiembrie 1934 la Westminster Abbey. Mireasa era fiica Prințului Nicolae al Greciei și Danemarcei și nepoata reginei Alexandra. A fost ultima căsătorie dintre fiul unui suveran britanic și un membru al unei case regale străine. Prințesa Elisabeta (mai târziu regina Elisabeta a II-a) de York, fiica regelui George al VI-lea, s-a căsătorit cu Prințul Filip al Greciei în noiembrie 1947. Aceasta a reprezentat ultima căsătorie dintre case regale. 